# Lijst van Hypochilidae
Deze pagina beschrijft alle soorten spinnen uit de familie der Hypochilidae.

## Ectatosticta
Ectatosticta Simon, 1892
- Ectatosticta davidi (Simon, 1889)
- Ectatosticta deltshevi Platnick & Jäger, 2009

## Hypochilus
Hypochilus Marx, 1888
- Hypochilus bernardino Catley, 1994
- Hypochilus bonneti Gertsch, 1964
- Hypochilus coylei Platnick, 1987
- Hypochilus gertschi Hoffman, 1963
- Hypochilus jemez Catley, 1994
- Hypochilus kastoni Platnick, 1987
- Hypochilus petrunkevitchi Gertsch, 1958
- Hypochilus pococki Platnick, 1987
- Hypochilus sheari Platnick, 1987
- Hypochilus thorelli Marx, 1888